# Mads Kruse-Andersen
Mads Christian Kruse-Andersen (født 25. marts 1978 i Sakskøbing) er en dansk tidligere letvægtsroer og olympisk guldvinder samt politiker. 

## Rokarriere
Mads Kruse-Andersen stillede op for Saxkjøbing Roklub, Maribo Roklub, Bagsværd Roklub og Sorø Roklub. Han vandt som junior VM-guld i 1996 i dobbeltsculleren. Som senior roede han forskellige bådtyper og blev verdensmester i letvægtstoeren sammen med Bo Brask Helleberg i 2003 og 2004. Fra 2005 kom han med i "Guldfireren", den danske letvægtsfirer, der havde været meget succesfuld op gennem 1990'erne, og i begyndelsen af 2000'erne, men nu havde fået en næsten ny besætning, dog i første omgang uden helt at kunne leve op til fordums meritter. 
Han var med i båden til OL 2008 i Beijing sammen med Thomas Ebert og Eskild Ebbesen, som havde vundet guld fire år forinden, og Morten Jørgensen. Danskerne vandt deres indledende heat i ny olympisk rekordtid og derpå deres semifinale. I finalen førte de hele vejen, og mens den canadiske båd fulgte godt med i første halvdel, hentede polakkerne dem og sikrede sig sølv mere end halvanden sekund efter danskerne, og Canada fik bronze. Det var den danske letvægtsfirers tredje OL-guldmedalje.
Efter OL indstillede Kruse-Andersen sin elitekarriere.

## Øvrige karriere
Kruse-Andersen er matematisk student fra Maribo Gymnasium og siden uddannet linjeofficer fra Hærens Officersskole og har arbejdet som lærer ved center for idræt ved Forsvaret. Senere har han været selvstændig konsulent og arbejder nu ved Novo Nordisk.
Efter at have indstillet sin rokarriere gik han ind i den organisatoriske side af sporten og var i perioden 2009-2020 medlem af dansk idræts atletkomité.
Siden sommeren 2009 har han desuden været folketingskandidat for Det Konservative Folkeparti som opstillet i Ringsted, en del af Sjællands Storkreds. Arbejder for at sætte fokus på vigtigheden af træning og motion som en del af uddannelses- og sundhedssystemet. Han har senere været kandidat til byrådet i Sorø Kommune for samme parti. Han blev dog ikke valgt ved denne lejlighed.